# Мэр (вулкан)
Мэр — вулкан на одноимённом острове к востоку от полуострова Коромандел, находящегося в Новой Зеландии. Высота 355 м. Вулкан относится к щитовому типу. В настоящий момент не проявляет активности. Начал формироваться в эпоху плейстоцена. Наиболее мощные извержения происходили в голоцене примерно 8000 лет назад. По форме они были плинианскими. Незначительная активность вероятно была вплоть до 1000 года.